# Oligocentria pallida
Oligocentria pallida är en fjärilsart som beskrevs av John Kern Strecker 1899. Oligocentria pallida ingår i släktet Oligocentria och familjen tandspinnare. Inga underarter finns listade i Catalogue of Life.